# Cabo Purekkari
O cabo Purekkari (em estoniano:  Purekkari neem) é um cabo da Estónia) que constitui o extremo setentrional da Estónia continental. O cabo situa-se no final de uma península (península de Pärispea) com 1,5 km de comprimento, coberta por rochas e pedregulhos, e integra o parque nacional Lahemaa. Há um pequeno ilhéu ao final do cabo, que se pode atingir quando a maré está baixa.

## Imagens

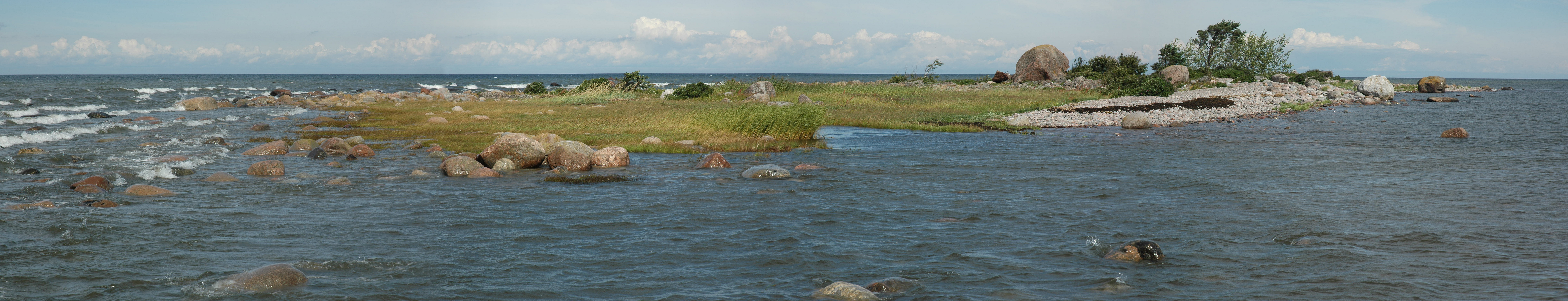
A península do cabo Purekkari